# 太康失國

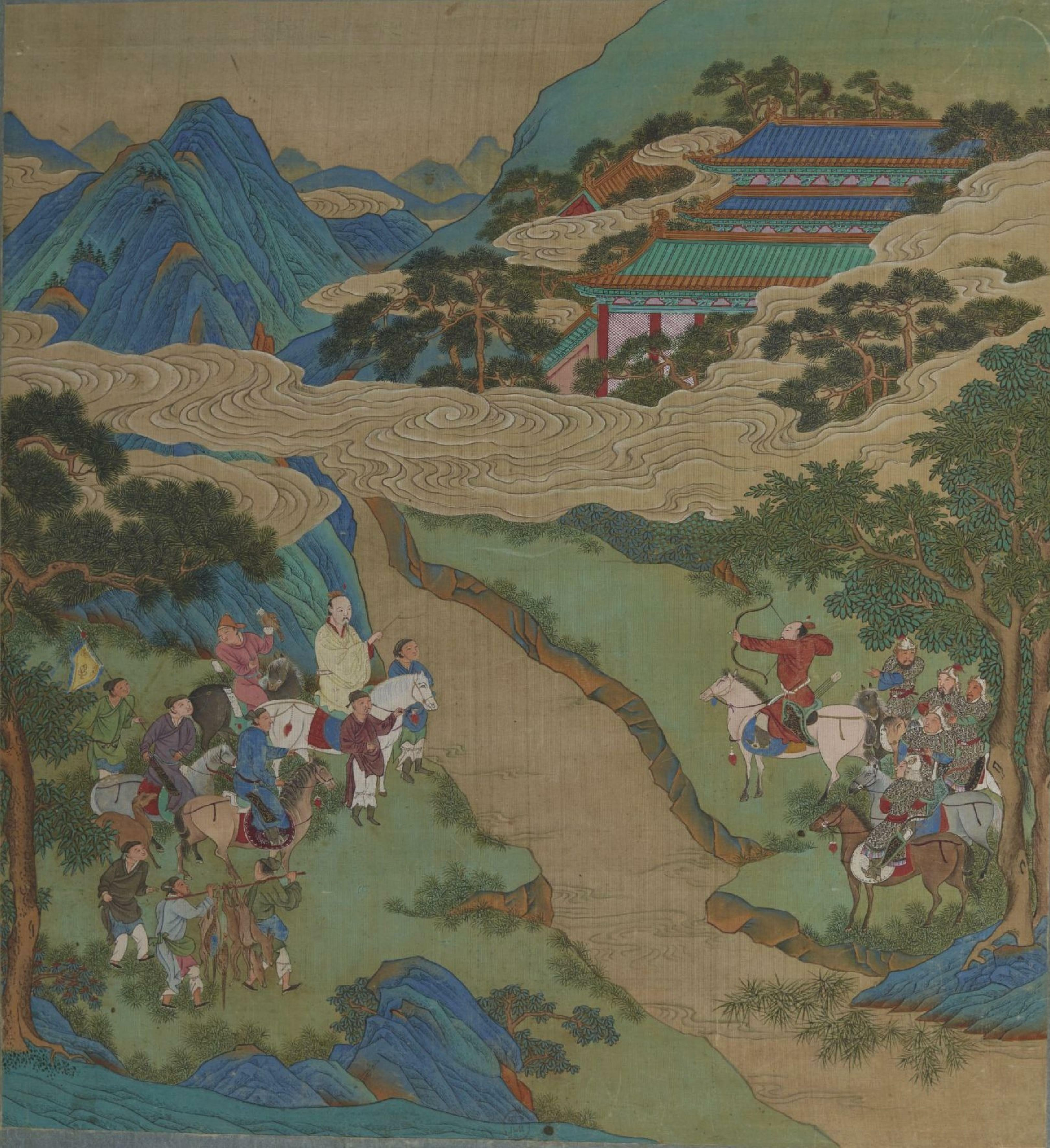
帝鉴图说 太康 游畋失位

太康失国，指夏朝第三任国君太康沉溺享乐失国于东夷部落。
禹的兒子启在权力斗争中战胜伯益，成为夏朝的第二位帝王，启打破禅让制，成为中国古代王位世袭制度的开端。启死后，他的儿子太康继承王位。太康疏于政事，只顾贪图享乐，造成国家内部矛盾尖锐。东夷部落的有穷氏首领后羿从封地鉏迁到穷石，凭借夏民之力夺取了国内权力。太康与弟中康相继成为傀儡政權。中康死后，其子相即位，後來后羿正式取代了夏王相，自己当上君主。
后羿本身是残暴的统治者，在荒淫程度上，比太康有过之而无不及。后又被其宰相寒浞所杀，寒浞夺取夏朝的权力后，统治了近四十年之久。最后直至相的儿子少康集结夏部落旧臣，出兵打败了寒浞，恢复了夏朝的统治，也就是“少康中兴”的典故。
从“太康失国”开始到“少康中兴”结束，夏王朝对华夏的统治权悬空四十多年。